# Festivalbar
A Festivalbar egy olasz nyári szabadtéri zenei koncertturné volt, amelyet 1964 és 2007 között minden évben megrendeztek. 1967-től 1982-ig a RAI, 1983-tól a Mediaset csatornái közvetítették a műsort. 
A Festivalbáron a hazai előadók mellett külföldiek is versenyeztek, a díjakat mindig az utolsó koncerten osztották ki, a Veronai Arénában. A Festivalbar 2007-ben szűnt meg anyagi nehézségek és a nézettség 2005 óta tartó rohamos csökkenése miatt.

## Története
- 1964: Megszületik a Festivalbar mint olyan nyári zenei koncert, ahol elsősorban a nyári idény slágereket mutatják be.
- 1967: A fesztivált a Rai 2 televíziós csatorna közvetíti.
- 1975: A növekvő siker miatt Asiagóból a műsor átkerül Veronába.
- 1977: Ettől az évtől, miután a Rai áttért a színes sugárzásra, a Festivalbart is színesben közvetítették.
- 1978: A fesztivál 15. évada miatt változtatnak a műsor szerkezetén: Innentől kezdve külföldi előadók is részt vehetnek a versenyen. Ez volt az első évad hogy válogatáslemez jelent meg az elhangzott dalokkal.
- 1983: A közvetítési jogok a Mediaseté lesznek, a Canale 5 közvetítette innentől. Emiatt a Festivalbar formátuma is megváltozott: mivel egy kereskedelmi televízióra került át, ezért nagyobb hangsúlyt fektettek a nézettség növelésre. Több különböző helyszínt is bevettek a Festivalbárba, így a műsor innentől kezdve roadshowvá vált. A Fesitvalbar turnénak olyan legendássá váló állomásai voltak mint Lignano Sabbiadoro, Nápolyban a Piazza del Plebiscito, vagy később a pulai aréna, a horvátországi Pulában.
- 1986: A fesztivál történetében először adtak ki válogatáslemezt a Festivalbaron elhangzott dalokból.
- 1993: Az olasz kulturális javak minisztériumának döntése nyomán a Veronai Arénának műemlékvédelmi okokból korlátozásokat kellett bevezetni, aminek keretében a Festivalbar döntőjét ebben az évben először máshol kellett megrendezni: Codroipóban, a Villa Maninhez tartozó parkban rendezték meg.
- 1994: A döntőt Marosticában tartották meg
- 1995: A döntő helyszíne Ascoli Piceno főtere, a Piazza del Popolo volt.
- 1996 – 1997: A döntő helyszíne Nápolyban, a Piazza del Plebiscito volt. 1997-es Festivalbart Pino Daniele nyert meg, aki nápolyi születésű volt.
- 1998: 6 év után ismét a Veronai Arénában rendezték meg a döntőt egyben ez volt az utolsó Festivalbar amit a műsor ötletgazdája, patronálója Vittorio Salvetti vezetésével szerveztek meg.
- 1999: A Festivalbar 10 adással jelentkezett ebben az évben, új állomásként Ostuni is megjelent.
- 2000: A műsornak két új állomása lett: Benevento és Taormina.
- 2007: A Fesitvalbarnak csak 4 adása volt egyben ez volt az utolsó évad, mivel finanszírozási problémák miatt nem akarták a műsort folytatni.

## Győztes énekesek
- 1964: Bobby Solo – Credi a me
- 1965: Petula Clark – Ciao ciao
- 1966: Caterina Caselli – Perdono
- 1967: Rocky Roberts – Stasera mi butto
- 1968: Adamo – Affida una lacrima al vento
- 1969: Lucio Battisti – Acqua azzurra acqua chiara
- 1970: Lucio Battisti – Fiori rosa fiori di pesco
- 1971: Demis Roussos – We Shall Dance
- 1972: Mia Martini – Piccolo uomo
- 1973: holtversenyben: Mia Martini – Minuetto ; Marcella – Io domani
- 1974: Claudio Baglioni – E tu
- 1975: Drupi – Due
- 1976: Gianni Bella – Non si può morire dentro
- 1977: Umberto Tozzi – Ti amo
- 1978: Alunni del Sole – Liù
- 1979: Alan Sorrenti – Tu sei l'unica donna per me
- 1980: Miguel Bosé – Olympic Games
- 1981: Donatella Rettore – Donatella
- 1982: holtversenyben: Loredana Bertè – Non sono una signora; Ron – Anima; Miguel Bosé – Bravi ragazzi
- 1983: Vasco Rossi – Bollicine
- 1984: Gianna Nannini – Fotoromanza
- 1985: Righeira – L'estate sta finendo
- 1986: Tracy Spencer – Run To Me
- 1987: Spagna – Dance Dance Dance
- 1988: Scialpi e Scarlett – Pregherei
- 1989: Raf – Ti pretendo
- 1990: Francesco Baccini e Ladri di Biciclette – Sotto questo sole
- 1991: Gino Paoli – Quattro amici
- 1992: Luca Carboni – Mare mare
- 1993: Raf – Il battito animale
- 1994: Umberto Tozzi – Io muoio di te
- 1995: 883 – Tieni il tempo
- 1996: Eros Ramazzotti – Più bella cosa
- 1997: Pino Daniele – Che male c'è
- 1998: Vasco Rossi – L'una per te
- 1999: Jovanotti – Un raggio di sole
- 2000: Lunapop – Qualcosa di grande
- 2001: Vasco Rossi – Ti prendo e ti porto via
- 2002: Ligabue – Eri bellissima
- 2003: Eros Ramazzotti – Un'emozione per sempre
- 2004: Zucchero – Il grande Baboomba
- 2005: Nek – Lascia che io sia
- 2006: Ligabue – Happy Hour
- 2007: Negramaro – Parlami d'amore

## Győztes albumok
- 1986: Eros Ramazzotti – Nuovi eroi
- 1987: Zucchero – Blue's
- 1988: Tullio De Piscopo – Bello carico
- 1989: Edoardo Bennato – Abbi dubbi
- 1990: Eros Ramazzotti – In ogni senso
- 1991: Marco Masini – Malinconoia
- 1992: Roberto Vecchioni – Camper
- 1993: 883 – Nord Sud Ovest Est
- 1994: Miguel Bosé – Sotto il segno di Caino
- 1995: Zucchero – Spirito diVino
- 1996: Eros Ramazzotti – Dove c’è musica
- 1997: Pino Daniele –  Dimmi cosa succede sulla terra
- 1998: Vasco Rossi – Canzoni per me
- 1999: Jovanotti – Capo Horn
- 2000: Ligabue – Miss Mondo
- 2001: Raf – Infinito
- 2002: Zucchero – Shake
- 2003: Eros Ramazzotti – 9
- 2004: Biagio Antonacci – Convivendo parte I
- 2005: Nek – Una parte di me
- 2006: Gianna Nannini – Grazie
- 2007: Biagio Antonacci – Vicky Love